# Обеднение

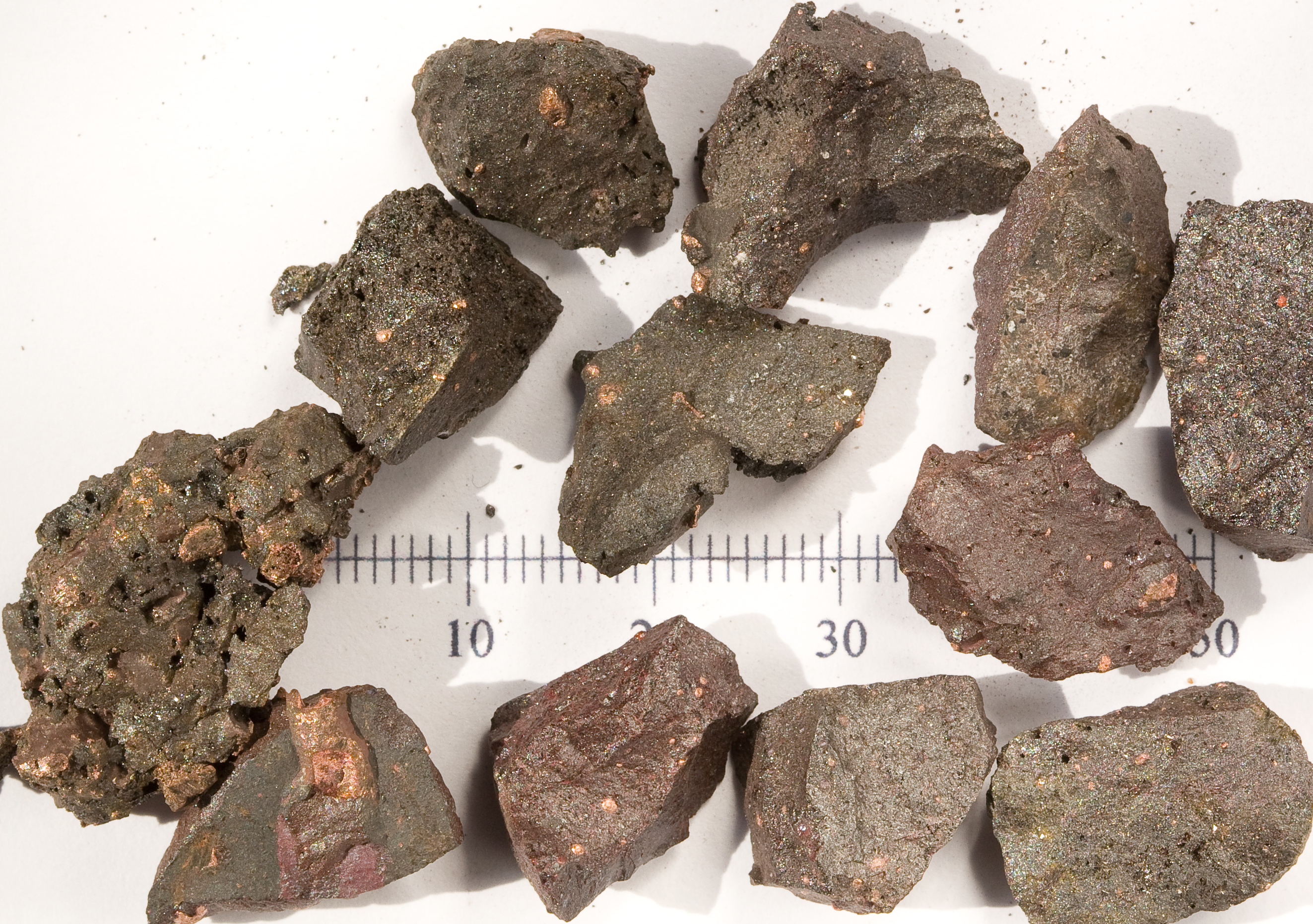
Шлак с большим количеством механических включений медистого сплава

Обедне́ние шлака в металлургии — доизвлечение из шлака остающихся в нём ценных компонентов.
Необходимость обеднения шлаков как отдельного процесса связана, например, с тем, что при получении богатого по некоторому компоненту сплава находящийся в контакте с ним шлак также будет содержать большое количество этого компонента, то есть потери этого компонента со шлаком будут велики. Это обусловлено как химическим равновесием между шлаком и сплавом, так и присутствием в шлаке взвеси капель сплава (или штейна и т. п.). Если содержание компонента в товарной продукции должно быть велико, а в отвальном шлаке — низко, требуется отдельная стадия процесса, в которой этот компонент будет извлекаться из богатого шлака в сравнительно бедный сплав (штейн и т. п.), последний может являться оборотным продуктом.
Остаточное содержание ценных компонентов в шлаке после обеднения (отвальном шлаке) может быть весьма различным, и определяется, с одной стороны, природой шлака, формой потерь и механизмом обеднения, а с другой стороны — экономическими факторами.
Обеднение может осуществляться в отдельном металлургическом агрегате, либо в специальной зоне печи (например, двухзонной печи Ванюкова), или в определённый период работы агрегата. Шлак при этом, в зависимости от природы процесса, восстанавливают, продувают газом и т. п., а ценный компонент извлекается в сплав, штейн или газовую фазу. Другой вариант технологии обеднения шлаков предусматривает их измельчение до такой степени, при которой частицы собственно шлака и включений сплава или штейна полностью отделяются друг от друга, и последующее разделение этих частиц с помощью флотации, магнитной сепарации, грохочения и прочих подобных методов.
Отметим, что существуют определённые различия между технологиями собственно обеднения шлаков и технологиями переработки шлаков. При обеднении состав шлака в целом обычно меняется сравнительно мало; к примеру, оксиды железа в нём восстанавливаются неглубоко, с получением металлизированного штейна или низкожелезистого сплава. При переработке шлаков изменение их химического состава более существенное, восстановление железа и прочих компонентов — глубокое, с получением, например, чугуна или полустали. Технологии переработки шлаков — более сложные, комплексные и дорогостоящие.

## Формы потерь металлов со шлаком
Выбор конкретной технологии обеднения шлака тесно связан с тем, в какой форме ценный компонент остаётся в шлаке, то есть с формой потерь металла. Различают:
- Химические потери — металл в оксидной форме, перешедший в шлак по реакции:

{\displaystyle [\mathrm {Me} ]+(\mathrm {FeO} )=(\mathrm {MeO} )+[\mathrm {Fe} ]}
Величину химических потерь металла можно рассчитать, зная константу равновесия этой реакции и активности металлов в фазах.
- Физические потери, за счёт растворения металлов или сульфидов в жидком шлаке. Растворимость металлов в шлаке обычно очень невелика. Физические и химические потери часто объединяют, говоря о «растворимых потерях».
- Механические потери — корольки металла или штейна, не успевшие осесть в донную фазу, а также запутавшиеся в шлаке частицы руды. На величину механических потерь влияют межфазное натяжение на границе шлака и штейна или металла, разность плотностей фаз, вязкость шлака.

Для разных процессов и разных металлов характерны разные формы потерь. Так, например, если не учитывать механических потерь, кобальт и никель в шлаке остаются преимущественно в виде оксидов, свинец — как в виде ошлакованного металла, так и в виде сульфида, а медь и серебро — в основном в сульфидной форме.

## Пирометаллургические способы обеднения шлаков

### Естественное отстаивание шлаков
Метод основан на выдерживании расплава шлака в отдельном агрегате-отстойнике, иногда подогреваемом. Взвесь частиц металла и шлака при этом оседает в донную фазу, но этот процесс происходит с очень небольшой скоростью (особенно для мелкодисперсных частиц), и часто простое отстаивание не позволяет достаточно полно разделить продукты плавки за разумное время. Тем не менее, метод полезен для отделения от шлака крупных корольков.

### Восстановительно-сульфидирующие методы обеднения
Методы этой группы основаны на внепечном сульфидировании шлака, используемые сульфидизаторы и механизм введения их в расплав весьма разнообразны. Введение сульфидизатора в шлак как новой фазы снижает растворимые потери металлов по закону распределения, а также способствует снижению механических потерь за счёт поглощения мелкодисперсной взвеси штейна или сплава крупными частицами и каплями. В качестве сульфидизатора используются или были опробованы элементарная сера, сульфид кальция, пиритный и пирротиновый концентраты и т. п.

### Цементационное обеднение шлаков
Цементационное обеднение основано на реакции:
{\displaystyle [\mathrm {Me} ^{1}]+(\mathrm {Me^{2}O} )=[\mathrm {Me} ^{2}]+(\mathrm {Me} ^{1}\mathrm {O} )}
{\displaystyle \mathrm {Me} ^{1}} — в большинстве случаев, железо. Шлак перемешивают с расплавом чугуна или металлизированным штейном; при этом снижаются не только растворимые, но и механические потери за счёт ускорения коалесценции мелкодисперсной металлической и сульфидной взвеси.

### Электропечное обеднение шлаков
Осуществляется, как следует из названия, в электропечи и представляет собой комбинацию цементационного и восстановительно-сульфидирующего методов. К примеру, по одному из вариантов к шлаку медеплавильного производства в электропечи добавляют кокс и пиритный концентрат, при этом медь в существенной степени извлекается в бедный штейн, а цинк — в возгоны. Как вариант электропечного обеднения не в отдельном агрегате можно отметить использование на некоторых заводах оборудованных электродами отстойных камер (в составе печей взвешенной плавки).
Исследования в направлении совершенствования технологий обеднения шлаков продолжаются; можно отметить, например, такие пока недостаточно изученные пирометаллургические способы, как обеднение шлаковых расплавов с помощью постоянного тока или газовую флотацию в расплавах.